# Bill Fay
Bill Fay (9. září 1943 – 22. února 2025) byl anglický zpěvák a klavírista.
Narodil se v severním Londýně a písně začal psát během studií ve Walesu. Po uzavření smlouvy se společností Deram Records vydal v roce 1967 svůj první singl „Some Good Advice“ / „Screams in the Ears“, následovaný roku 1970 eponymním debutovým albem. Druhou dlouhohrající desku – Time of the Last Persecution – vydal v roce 1971. Kvůli špatné prodejnosti s ním vydavatelství rozvázalo smlouvu a Fay se na několik dekád přestal věnovat hudbě. Nová vlna zájmu o jeho tvorbu přišla v 90. letech, kdy jeho alba vyšla v reedicích. V roce 2005 vyšla kolekce jeho demonahrávek z let 1978–1981 nazvaná Tomorrow, Tomorrow & Tomorrow. V roce 2012 vydal u společnosti Dead Oceans po více než čtyřiceti letech novou studiovou desku, nazvanou Life Is People. V letech 2015 a 2020 pak následovala dvě další alba, Who Is the Sender? a Countless Branches. Zemřel v Londýně ve věku 81 let; nedlouho před smrtí pracoval na dalším albu. Ke konci života trpěl Parkinsonovou nemocí, kvůli které již nemohl hrát na klavír.